# Anupam Tripathi
Anupam Tripathi (hindi अनुपम त्रिपाठी; ur. 2 listopada 1988 w Nowym Delhi) – indyjski aktor filmowy i telewizyjny.

## Życiorys
W latach 2006–2010 był członkiem grupy teatralnej Behroop. Zadebiutował w 2014 w filmie „Ode to My Father”.
W 2021 zyskał szerszą rozpoznawalność po wystąpieniu w serialu Netflixa „Squid Game”, gdzie wcielił się w role pakistańskiego uchodźcy Abdula Alego.
W 2024 ukończył aktorstwo na Koreańskim Uniwersytecie Sztuk Pięknych w Seulu.